# Peder Ribbing (riksråd)
Peder Ribbing av ätten Ribbing var herre till Svansö och levde 1438, då han var väpnare och riksråd som ingick i Sammanbindelsen om Riksens Rätts, Lagens och Privilegiers beskärmelse.
Han var son till Peder Ribbing och Märta Bosdotter (Natt och Dag).
Gift med Kristin Gustavsdotter (Sparre).
Barn
1. Nils Ribbing, riksråd.
2. Knut Ribbing, Väpnare, riksråd, häradshövding i Marks härad, Västergötland, lagman i Norrland.